# HMS Barfleur (1768)
HMS Barfleur — 90-пушечный линейный корабль Королевского флота. Второй корабль, названный в честь сражения при Барфлёр.
Заказан 1 марта 1762 года. Спущен на воду 13 июля 1768 года в Чатеме. В ходе общего довооружения кораблей второго ранга был повышен до 98-пушечного.

## Служба[5]

### Американская война за независимость
Участвовал в Американской войне за независимость.
1781 год — капитан Дж. Найт (англ. J. Knight), флагман контр-адмирала сэра Самуэля Худа.
29 апреля произошел бой в бухте Форт-Ройял, Мартиника, с превосходящим французским флотом де Грасса. Англичане были с подветра и были не в состоянии вынудить противника к решительному бою. На Barfleur четыре человека получили ранения.
1781 год — капитан Дж. Инглефилд, флаг-капитан контр-адмирала Худа. Был при Чесапике.
1782 год — был при Сент-Киттсе, при островах Всех Святых (флагман Самуэля Худа), в проливе Мона.

### Французские революционные войны
Участвовал во Французских революционных войнах. Был при Первом июня, у острова Груа, при Сент-Винсенте.
1794 — капитан Катберт Коллингвуд. В течение года принял участие в битве Славного первого июня под флагом контр-адмирала Бауэра (англ. Bowyer), который потерял ногу. Barfleur потерял 9 человек убитыми. Лейтенант Уильям Проуз (англ. William Prowse), господа Джон Фогу (англ. John Fogo) и Уильям Клемонс (англ. William Clemons), мичмана, и 21 человек команды получили ранения. В августе 1794 — капитан Дж. Элфинстон, флагман контр-адмирала Г. К. Элфинстона (англ. G. K. Elphinstone).
1795 — капитан Джеймс Дакр (англ. James Dacres), в составе флота лорда Бридпорта, который 12 июня вышел из Спитхеда в бухту Киберон для прикрытия экспедиции в помощь французским роялистам.
22 июня с ними столкнулся более слабый французский флот, пытавшийся избежать боя, но на следующее утро Бридпорт начал бой, как только позволил ветер. Три французских корабля были захвачены, но три британских повреждены. Остальные французские корабли укрылись под берегом, за островом Груа, и конвой прошел беспрепятственно.
1796 — флагман вице-адмирала сэра Уолдегрейва (англ. Wm. Waldegrave).
9 марта, следуя приказу сэра Джона Джервиса, Barfleur, с четырьмя 74-пушечными, выручил захваченный британский фрегат HMS Nemesis (28) из нейтрального порта Туниса после того, как тот был взят в Смирне двумя французскими кораблями.
1797 — с флотом сэра Джона Джервиса участвовал в битве у мыса Сент-Винсент 14 февраля, когда 15 британских кораблей вступили в бой с испанским флотом из 27, разделенных на две группы: 9 и 18 кораблей. Джервис колонной врезался в строй бо́льшей группы, но Нельсон на HMS Captain отделился, чтобы связать боем группу из 9 испанцев, до подхода Джервиса. Salvador Del Mundo спустил флаг, когда увидел Captain, заходящий ему под корму и Barfleur следом на подходе. Испанские корабли укрылись в Кадисе, где были блокированы.
3 июля испанские канонерские лодки и катера вступили в бой с канонерскими лодками под командой Нельсона, и были отброшены под прикрытие фортов. Штурманский помощник с Barfleur Хью Пирсон (англ. Hugh Pearson) был в числе 20 британских раненых.
1799 — в начале года вице-адмиральский корабль лорда Кейта, флагман лиссабонской станции. В августе капитан П. Пьюджет (англ. P. Puget), контр-адмирал Дж. Х. Уайтхед (англ. Whithead). Капитан Стивенс (англ. G. H. Stephens) был назначен на него в ноябре 1799 года.
1800 — капитан Секомб (англ. T. Secombe), контр-адмирал Коллингвуд, Флот Канала, у Бреста.
2 февраля в Портсмуте, на борту HMS Gladiator прошел военно-полевой суд; моряк с Barfleur, Ричард Пьерпойнт (англ. Richard Pierrepoint), был признан виновным в дезертирстве и приговорен к 100 плетям с лишением всего причитающегося жалования. Ближе к концу года на Barfleur был назначен капитан Оммани (англ. Ommaney).
В течение 1800 года корабль каждые две-три недели заходил в Плимут, а во второй половине 1801 и в 1802 году в Портсмут.
1801 — капитан Дж. Ирвин (англ. J. Irwin), контр-адмирал Коллингвуд, Флот Канала.

### Наполеоновские войны
В Портсмуте, в четверг 13 января 1803 Barfleur, вставший с высоким приливом в док, был поставлен на железные клинья и поднят на кильблоках, для опробования нового, более удобного и быстрого, способа съёма фальшкиля. Эксперимент, проведенный в присутствии комиссара, главного строителя, и других высших должностных лиц верфи, был выполнен силами всего 26 человек, вместо 200 потребных раньше. Корабль провел 1803 год в ремонте в Портсмуте.
1805 — капитан Джордж Мартин (англ. George Martin), Флот Канала. В начале января все люди с HMS Triumph, выведенного в резерв 29 декабря, были переданы на Barfleur, и 3 января он поднял сигнал к выходу из гавани, хотя туман был такой густой, что Спитхед не было видно в течение двух дней. Он был в составе эскадры сэра Роберта Кальдера (англ. Robert Calder) 22 июля, во время нападения на комбинированный франко-испанский флот южнее острова Уэссан. Бой проходил в штормовую погоду, частично в густой туман. Два вражеских корабля, St. Rafael и Firme, были захвачены в плен. Barfleur потерял 5 человек убитыми, в том числе мастера и лейтенанта Фишера (англ. Peter Fisher), и 6 ранеными.
1807 — капитан сэр Дж. С. Йорк (англ. J. S. Yorke), Флот Канала.
1 июня лейтенанты Алкок (англ. Alcock) и Бейтс (англ. Bates) предстали перед военным судом за попустительство побегу заключенного, который находился под арестом. Лейтенант Бейтс был признан виновным, получил выговор и был списан с корабля.
1808 — капитан Д. Маклеод (англ. D. M'Cleod), Спитхед. Флагман контр-адмирала Чарльза Тайлера (англ. Charles Tyler). Использовался в блокаде Лиссабона и сопровождал в Англию первый дивизион сдавшейся русской эскадры вице-адмирала Сенявина. Они прибыли в Спитхед 6 октября и корабли, старые и в плохом состоянии, были проданы.
1811 — капитан сэр Т. М. Харди (англ. T. M. Hardy), Лиссабон. Лейтенант Клакстон (англ. Claxton) с Barfleur командовал канонерскими лодками на южной стороне реки Таху, во взаимодействии с армией Бересфорда и Хилла (англ. Hill). Французы, под командованием Массена, были зажаты на северной стороне между линиями Торреш Ведрас (порт. Torres Vedras) и Транта и Вилсона с севера. 5 марта лейтенант производил разведку Сантарен, примерно в 40 милях по реке выше Лиссабона, когда он заметил уходящего противника. Он немедленно пересек реку с офицером британского пикета и передал сведения лорду Веллингтону.
Противник оставил три понтона, два плота и 12 или 14 тяжелых орудий, лафеты которых были сожжены. 8 марта армия двинулась дальше и канонерским лодкам было приказано следовать за нею до Абрантес, то есть еще 30 миль.
Позже в том же году командование кораблем принял капитан Дж. С. Кован (англ. J. S. Cowan); временно под флагом вице-адмирала Беркли.
1812 — капитан Эдвард Берри (англ. Edward Berry), сентябрь 1812, переведен с HMS Sceptre, направлен в Средиземное море.
18 августа 1813 морские пехотинцы с Barfleur вместе с морской пехотой HMS Caledonia, HMS Hibernia, HMS Prince of Wales и HMS Undaunted уничтожили батареи в Кассис и увели 24 шаланды и тартаны, и 2 канонерские лодки.
1814 — капитан Джон Мэйтленд (англ. Maitland), Средиземное море.
После 1815 года в резерве в Чатеме. Отправлен на слом в январе 1819.